# Telekkatonaság
A telekkatonaság az 1397. évi temesvári országgyűlés határozata alapján Zsigmond király kezdeményezésére létrejött katonaállítási rendszer. Nem tudjuk, mennyi időre szólt az érvénye. Magát a telekkatonaság kifejezést a törvény nem használta, a történészek alkották meg.
Később Mátyás király megerősítette a rendszert az 1459. évi 20. törvénycikkel, de 1471 után már nem élt vele.

## Mértéke
A birtokos nemesség minden 20 jobbágytelek után köteles volt kiállítani egy felfegyverzett lovas (könnyű hadfelszerelésű íjászt) katonát. Az intézkedés azonban meghaladta az ország teherbíró képességét, így enyhítettek az előíráson, és már "csak" 33 jobbágytelek után kellett kiállítani egy katonát.

## Körülményei
Zsigmond király uralkodása elején a nagy birtokadományozások miatt megcsappantak a királyi birtokok és így a jövedelmek is, a magánvagyonok viszont megnőttek, így a katonaállítás költségeit részben át kellett terhelni az új birtokosokra. Az előző évi (1396) nikápolyi vereség kényszerítette ki közvetlenül a váltást.
Ez a nemességet felháborította, mivel úgy érezte, hogy sérti az adómentességüket.